# Famille Capré de Megève
La famille Capré de Megève est une famille noble subsistante de Savoie, originaire de Flumet, en Savoie, dont la filiation remonte au XVIIe siècle.
Elle comprend parmi ses membres des notaires, des seigneurs de Megève, de Bonport et de Bellecombe, des officiers ou encore des pages des rois de Sardaigne.

## Histoire

### Origines
La famille Capré de Megève est originaire de Flumet, ville d'altitude du Haut-Faucigny, où elle est connue depuis la fin du XIVe siècle. 
Les chroniqueurs savoyards, suivis en cela par le chanoine Grillet, auteur du Dictionnaire des Départements du Mont-Blanc et du Léman( 1807), prétendent que les Capré descendent d'une famille  de la noblesse piémontaise, Capris de Castalmonte, qui se serait établie en Faucigny au XIIe siècle. Aucun document ne peut aujourd'hui l'attester, de nombreux incendies ayant eu lieu à Flumet, notamment en 1679.
Flumet, situé aux confins du Faucigny et de la Savoie, était au Moyen Âge un village fortifié dépendant de la Maison de Faucigny. Il a fait l'objet de nombreux conflits entre les dynasties voisines de Faucigny et de Savoie. Ce village présente la particularité d'avoir obtenu d'importantes franchises en 1228 de la part du baron de Faucigny, : c'est la première mesure de ce type enregistrée dans les Alpes. Elle entraine plusieurs conséquences: la prise en charge directe des affaires  locales par les  Flumerans. Les suzerains confient l'administration du pays  à un châtelain, notamment chargé de l'économie, des finances, de la justice et de la défense. Les affaires se développent par la présence des marchés. La prospérité relative de Flumet entraine par voie de conséquence celle des notaires, aptes à participer à la gestion locale, puis à être distingués pour accéder aux fonctions de secrétaires et conseillers des souverains de Savoie.
Deux familles de notaires se détachent alors : la famille Byoli et la famille Chièvre. Jean Byoli, notaire, est châtelain de Flumet en 1311, après avoir acquis avec son frère Pierre, des fiefs dans le mandement de Flumet et de Megève. La famille Chièvre est signalée avec Hugon Chièvre, notaire en 1382. Elle se rend également acquéreur de fiefs dans le mandement de Flumet. Au fil du temps, la famille Byoli devient la célèbre famille de Bieux, anoblie au XVIIe siècle (éteinte en 1822) et la famille Chièvre devient la famille noble Capré de Megève, également anoblie au XVIIe siècle. Le nom primitif des Capré était en vieux français Chievre (En latin, au génitif, Capre, d'où Capré). Aucun lien familial ne semble avoir été trouvé entre ces deux clans. Le seul lien existant est un échange de fiefs : Le duc Victor-Amédée II de Savoie (1666-1732) et la famille Capré ont cédé leurs possessions du mandement de Flumet à la famille de Bieux qui obtient le titre de comte de Flumet par lettres patentes du 19 mai 1699. De son côté la famille de Bieux cède ses fiefs du mandement de Megève à la famille Capré qui devient seigneur de Megève, puis comte de Megève en 1713.

### Accession à la noblesse
La famille accède à la noblesse à partir de la fin du XVIIe siècle.[réf. nécessaire]
François Capré, historien, est président à la Chambre des comptes de Savoie et obtient l'anoblissement par ses fonctions. C'est lui qui est à l'origine de l'acquisition de la seigneurie de Megève. Son fils, Hyacinthe Capré, est conseiller d'État, chevalier d'honneur au Sénat de Savoie (1713) et il est fait créé comte de Megève. Il épouse, Jeanne de Chissé, issue d'une veille famille noble de la région.

## Personnalités
- Pierre Capré, commissaire général des Guerres de l'Armée du duc Charles-Emmanuel Ier de Savoie, (1562-1630), tant deçà que delà les monts.
- Claude-François Capré († 1679), chanoine de Flumet, chapelain de la duchesse Christine de Savoie (1606-1663), fille du roi Henri IV et épouse du duc Victor-Amédée Ier de Savoie, (1587-1637). La duchesse lui confère les Commanderies d'Ugine et de Sainte-Hélène-du-Lac. Il est chevalier de l'Ordre des Saints-Maurice-et-Lazare. Il teste le 29 novembre 1678 et meurt le 14 juin 1679.
- François Capré, seigneur de Megève, de Bellecombe et de Bonport (1620-1706)[6], acquéreur des seigneuries de Megève, de Demi-Quartier le 20 novembre 1699[2],[7], ainsi que celle de Bellecombe au seigneur de Bieux. Puis il se rend acquéreur de la seigneurie de Bonport, à Tresserve, au bord du Lac du Bourget, le 19 février 1668. Il est secrétaire d'État de duc Charles-Emmanuel II de Savoie, (1634-1675), puis de sa veuve Marie-Jeanne-Baptiste de Savoie, (1644-1724), régente de l'État pendant la minorité de son fils, Victor-Amédée II de Savoie. Il est Maître-auditeur, puis président de la Cour des comptes de Savoie. François Capré de Megève est l'auteur du Catalogue des chevaliers du Collier et de l'Annonciade publié à Turin en 1654, puis du Traité historique de la Chambre des Comptes de Savoie, justifié par titres, statuts, ordonnances, édits et autres preuves tirées des archives, publié, chez Barbier en 1662[Note 9].
- Hyacinthe Capré, comte de Megève (1668-1745), conseiller d'État du duc Victor-Amédée II de Savoie (1666-1732). En 1709, le duc de Savoie l'envoie en France en mission secrète pour entamer les négociations précédant la Paix d'Utrecht, avec les ministres du roi Louis XIV. Les Traités d'Utrecht, signés en 1713 assurent la couronne de Sicile au duc de Savoie. Pour récompenser son ambassadeur, le duc de Savoie le nomme comte de Megève après la signature des traités. Hyacinthe Capré de Megève est ensuite nommé chevalier d'honneur du Sénat de Savoie, avec voie délibérative dans ses séances.
- François-Hyacinthe Capré de Megève (1726-1811)[6], colonel le 2 janvier 1784 du régiment de dragons du roi Victor-Amédée III de Sardaigne, (1726-1796), il se distingue dans le combat de Rottofreddo contre les Espagnols. Il est nommé brigadier général de cavalerie le 3 avril 1789, lieutenant général le 15 mai 1794, gouverneur de Verceil le 11 mars 1796. En 1800 ; il est nommé général de cavalerie et reçoit la grand-croix de l'ordre militaire des Saints-Maurice-et-Lazare. En 1799, il est nommé président de la commission militaire chargée de réorganiser l'armée piémontaise. Les ducs d'Aoste et de Chablais lui accordent, à cet égard, les distinctions les plus flatteuses.
- Eugène François Jean-Baptiste Capré, comte de Megève (1762-1842), grand de la couronne, lieutenant général, grand'croix de l'Ordre militaire des Saints-Maurice-et-Lazare,
- Maurice Capré, comte de Megève (1763-1861), officier au Régiment de Savoie, s'est distingué dans les combats de son unité contre les troupes révolutionnaires françaises, colonel commandant la ville de Chambéry et la Savoie propre, sous le régime de la Restauration Sarde, il est nommé chevalier de l'Ordre militaire des Saints-Maurice-et-Lazare.
- Jacques-Victor Capré de Megève (1767-1795), officier, lieutenant des Grenadier de Savoie, mort au combat du col de Termes le 5 juillet 1795.
- Adolphe René Jean Capré, comte de Megève (1819-....), officier de cavalerie, premier page du roi Charles-Albert de Sardaigne, (1798-1849).

## Armoiries et Devise
| Figure | Armes de la famille Capré de Megève |
|        | Famille Capré de Megève d'azur à une tête et col de chêvre coupés d'argent au chef d'or.,. Cimierla tête de chèvre de Vécu Bourrelet et lambrequinsd'or et d'azur Couronne de comte Devise« Non indigna cœlo, » |

Les armoiries et la devise pouvaient s'observer au-dessus de la porte d'entrée du château de Bonport. Elles s'observent toujours sur l'ancienne maison forte de Capré, dite « La Tour de Demi-Quartier », qui est aujourd'hui la mairie de Demi-Quartier, sur la place de l'église de Megève. La commune de Megève a repris ces armes pour orner sa ville, mais avec un chef d'argent.

## Alliances
Les principales alliances de la famille sont : de Bernard de Lauzière, de Buttet, de Champrond, de Chissé, Collomb d'Arcine, Excoffon de Marcellaz, Favier de Grimaldi, Garnerin de Montgelas, de Goy, de La Chance, Le Blanc (de Cernex), de Montfort, de Riddes, de Saint-Marsan.